# صماخ (سوريا)
صماخ قرية وبلدية تتبع منطقة سلمية في شرق محافظة حماة في سورية. تقع في منتصف المسافة ما بين مدينتي حماة وسلمية وتبعد حوالي 17 كم عن مركز المحافظة و2.5 كم عن طريق حماة ـ سلمية باتجاه الشرق.
يعود الاسم إلى العصر الروماني. يعمل معظم المواطنين بالزراعة والوظائف الحكومية المختلفة وتشتهر قرية صماخ بزراعة الحبوب وخاصة الشعير والقمح شتاءً وبزراعة البصل وبعض أنواع الخضروات والبطيخ صيفاً.
تنتشر فيها كميات كبيرة من الأشجار المثمرة وخاصة أشجار الزيتون والفستق الحلبي واللوز.
أما من ناحية المواقع الأثرية فهناك تل صماخ الأثري الذي يقع شمال غرب قرية صماخ وهو يعود إلى الحقبة الرومانية أيضاً.